# Jean-Baptiste Lully
Jean-Baptiste Lully (franska: [ʒã.ba.tist ly.li]), född Giovanni Battista Lulli den 28 november 1632 i Florens, Storhertigdömet Toscana i Italien, död 22 mars 1687 i Paris, Frankrike, var en italiensk-fransk tonsättare.

## Biografi
Lully upptäcktes i Florens av Charles av Guise som förde honom till Frankrike där Lully trädde i tjänst hos La Grande Mademoiselle, Anne Marie Louise av Orléans, som page.
Under 1600-talets mitt gjordes försök att införa den italienska operan i Frankrike. Försöken misslyckades till en början, men när den anknöts till en variant av balett, "ballet de cour" (hovbalett), steg populariteten. Baletterna var påkostade färgrika skådespel som förenade poesi, musik och dans. Jean-Baptiste Lully var grundfiguren för detta förenande. Hans ensemble vid namn "Kungens 24 violiner" innehöll det som senare kom att utgöra grunden i en symfoniorkesters stråksektion: alt-, tenor-, och basinstrument.
Lully var även upphovsmannen till den från början franska termen "ouverture" - en långsam introduktion i musikstycket, som följs av en livligare avdelning.
Lully var en innovatör inom musiken och var en av föregångarna till senare tiders storslagna operor och mässor. Hans Te Deum står där i särklass då Lully visar mästerliga prov på växlingar mellan homofoni och polyfoni, solostämmor, körpartier, instrumental musik, rytmiska variationer och harmoniskt överraskande växlingar.
Detta verk blev mycket populärt under Lullys livstid och 10 år efter dess tillkomst ledde han sin orkester under en konsert för att fira Ludvig XIV:s tillfrisknande. Under konserten slog Lully taktstaven i foten så hårt att det gick upp ett djupt sår som senare infekterades. Lully vägrade att amputera foten och dog sedermera av kallbrand.
1685 hade Lully orsakat skandal på grund av att han hade ett sexuellt förhållande med en ung man och genom detta förlorade han kungens gunst.
I den franska filmen Le roi danse skildras Lullys liv och relation till den franske kungen grundligt.

## Utmärkelser
Asteroiden 8676 Lully är uppkallad efter honom.

## Operor
- Cadmus et Hermione (1673)

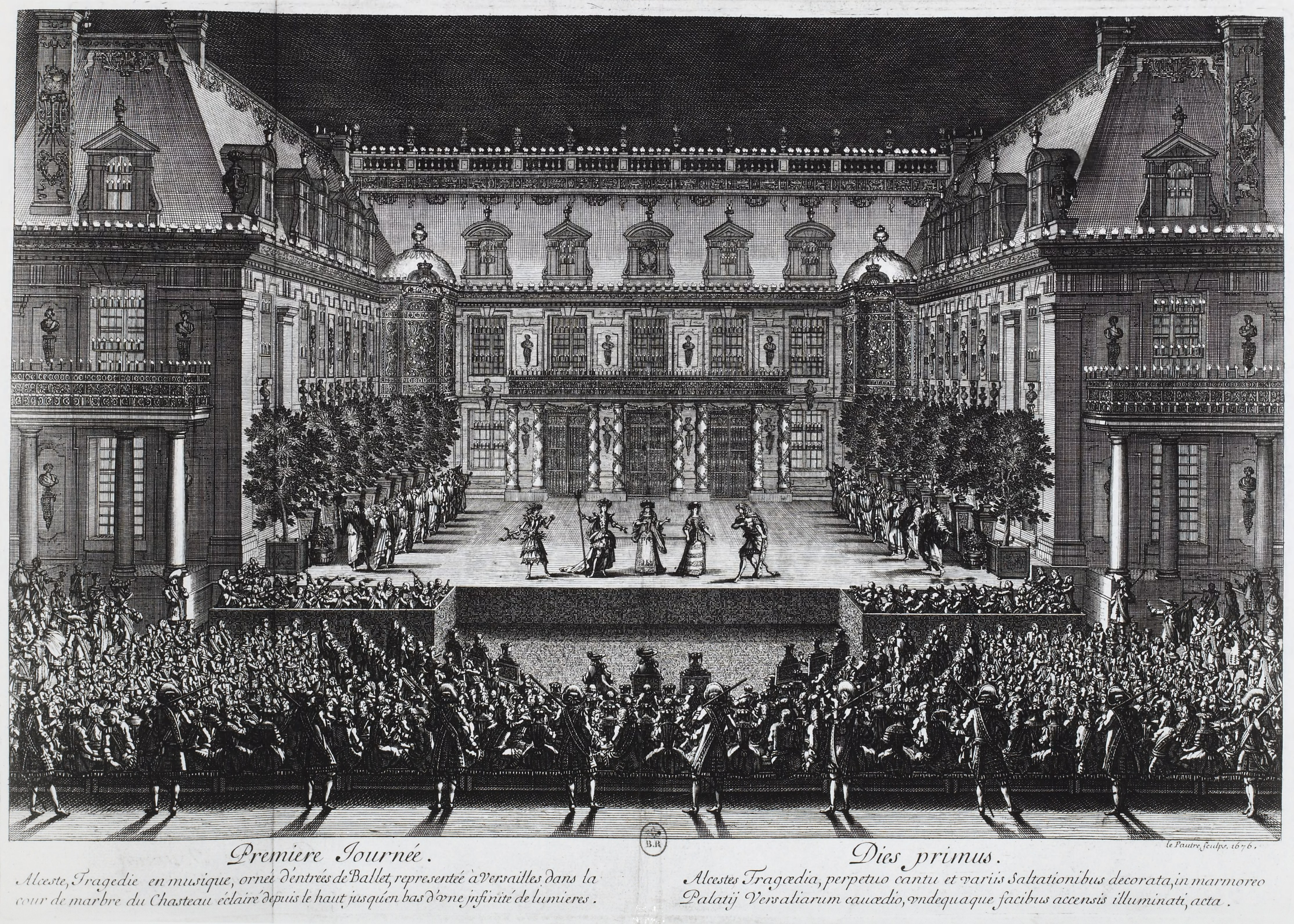
Operan Alceste uppförd i Versailles 1674.

- Alceste, ou le Triomphe d'Alcide (1674, Alkestis eller Alkeides triumf)
- Thésée (1675)
- Atys (1676)
- Isis (1677)
- Psyché (1678)
- Bellérophon (1679)
- Proserpine (1680)
- Persée (1682)
- Phaëton (1683)
- Amadis (1684)
- Roland (1685)
- Armide (1686)
- Achille et Polyxène (1687) (prolog och akt I av Lully, fullbordad av Pascal Collasse)
- Les fêtes de l'Amour et de Bacchus (Pastorale-pastiche, 1672)
- Acis et Galatée (Pastorale héroïque, 1686)

## Andra verk
- Baletter
- Komedibaletter (främst komponerade för Molières komedier)
- Motetter
- Instrumentalverk (främst danssviter)
- Kyrkomusik (däribland ett Miserere och ett Te Deum)